# Garonne et Guitare
Garonne et Guitare, ou parfois Garonne et Guitare contre Foxy Lady, est une série de bande dessinée d'aventure humoristique policière franco-belge écrite par Mythic et dessinée par Marc Hardy pour l'hebdomadaire Spirou, débutant dans le no 1946 du 31 juillet 1975 pour s'achever au no 2128 du 25 janvier 1979.
Cette série n'a jamais été publiée en album jusqu'à nos jours, à l'opposition de Marc Hardy.

## Descriptions

### Synopsis
Dans les années 1920, Garonne et Guitare sont deux policiers qui se voient confrontés à des histoires pleines de mystères.

### Personnages
- Garonne, le patron moustachu brun.
- Guitare, jeune gentlemen blond.
- Foxy Lady, femme femme à la fois méchante et héroïne sexy. Garonne et Guitare ont souvent le plaisir de la retrouver dans une de leurs aventures et de la laisser s'échapper.

## La série

### La naissance
Le rédacteur en chef du Spirou Thierry Martens présenta à Marc Hardy son poulain Jean-Claude Smit-le-Bénédicte alias Mythic. Ces deux derniers s'étaient rendu compte qu'ils avaient la même passion : la littérature de science-fiction, notamment de la collection Marabout, et de fantastique, surtout de Jean Ray et de Thomas Owen.
Grâce aux romans de l'entre-deux-guerres, Mythic et Marc Hardy imaginèrent Garonne et Guitare.

### Pas d'album pourGaronne et Guitare
Dans Spirou no 2128, l'épisode Les Ratisseurs d’océan fut le dernier récit publié le 25 janvier 1979.
À la fin des années 1980, l'éditeur Dupuis avait songé à assurer la diffusion de la série en album. Nostalgique, Marc Hardy s'y était opposé : « Ils font vraiment partie du passé. Un passé encore trop proche que pour me rendre nostalgique et trop lointain que pour avoir envie de les faire renaître. Je ne les renie en rien mais je préfère regarder vers l'avenir. Peut-être un jour, si on me proposait quelque chose d'intéressant ou d'amusant, à tirage réduit… »

## Publications en français

### Revue

#### Spirou
La couverture de Spirou no 1946 du 31 juillet 1975 présenta déjà un des personnages de la série, Guitare en compagnie d'un grand-père et son fusil dans un side-car, dans lequel on feuilletait un récit complet de dix pages On vole comme on peut, signé par Mythic, Hardy et Deliège. Au bout de dix semaines, à nouveau sur la couverture où on distingue Foxy Lady en gros plan et Guitare avec les fantômes en dernier plan, les deux policiers revenaient pour un récit de dix pages Le Commando fantôme dans le no 1956 du 9 octobre 1975. À partir du no 1962 du 20 novembre 1975, avec encore une couverture montrant Foxy Lady dans les bras du gorille furieux, on y trouvait un récit à suivre intitulé Les Vide-Villes jusqu'au no 1963 du 27 novembre 1975.
En plein jour du poisson d'avril, un récit de dix pages Les Anges d’or se figurait dans le no 1981 du 1er avril 1976. Encore une couverture du no 1996 du 15 juillet 1976 révélant Foxy Lady touchée d'une flèche d'un Cupidon sous la joie d'un bandit, on pouvait lire à l'intérieur un récit de dix pages Les Flèches de Shotzebut. Enfin un récit d'à suivre dans le no 2012 du 4 novembre 1976, les deux policiers en compagnie de Foxy Lady s'aventuraient dans L’Hospice des vieux loups jusqu'au no 2015 du 25 novembre 1976.
Une couverture du no 2036 du 21 avril 1977, exposant les deux policiers et les deux monstres aquatiques, on retrouvait un long récit d'à suivre nommé La Bruge–sous–les–flots en seize semaines. À partir du no 2055 du 1er septembre 1977, pendant deux semaines, on poursuivait un récit Le Wagon voyageur avant de retrouver un récit de deux pages Perturbation dans le no 2069 du 8 décembre 1977.
Du no 2108 du 7 septembre 1978 au no 2128 du 25 janvier 1979, on lisait le dernier récit d'à suivre de Garonne et Guitare dans Les Ratisseurs d’océan.